# Myslivna (Karlovy Vary)
Myslivna, původně lesní kavárna, restaurace a hotel Jägerhaus, se nachází v Karlových Varech při Sovově stezce. Byla postaven v roce 1894 podle projektové dokumentace architekta Alfreda Bayera.

## Historie

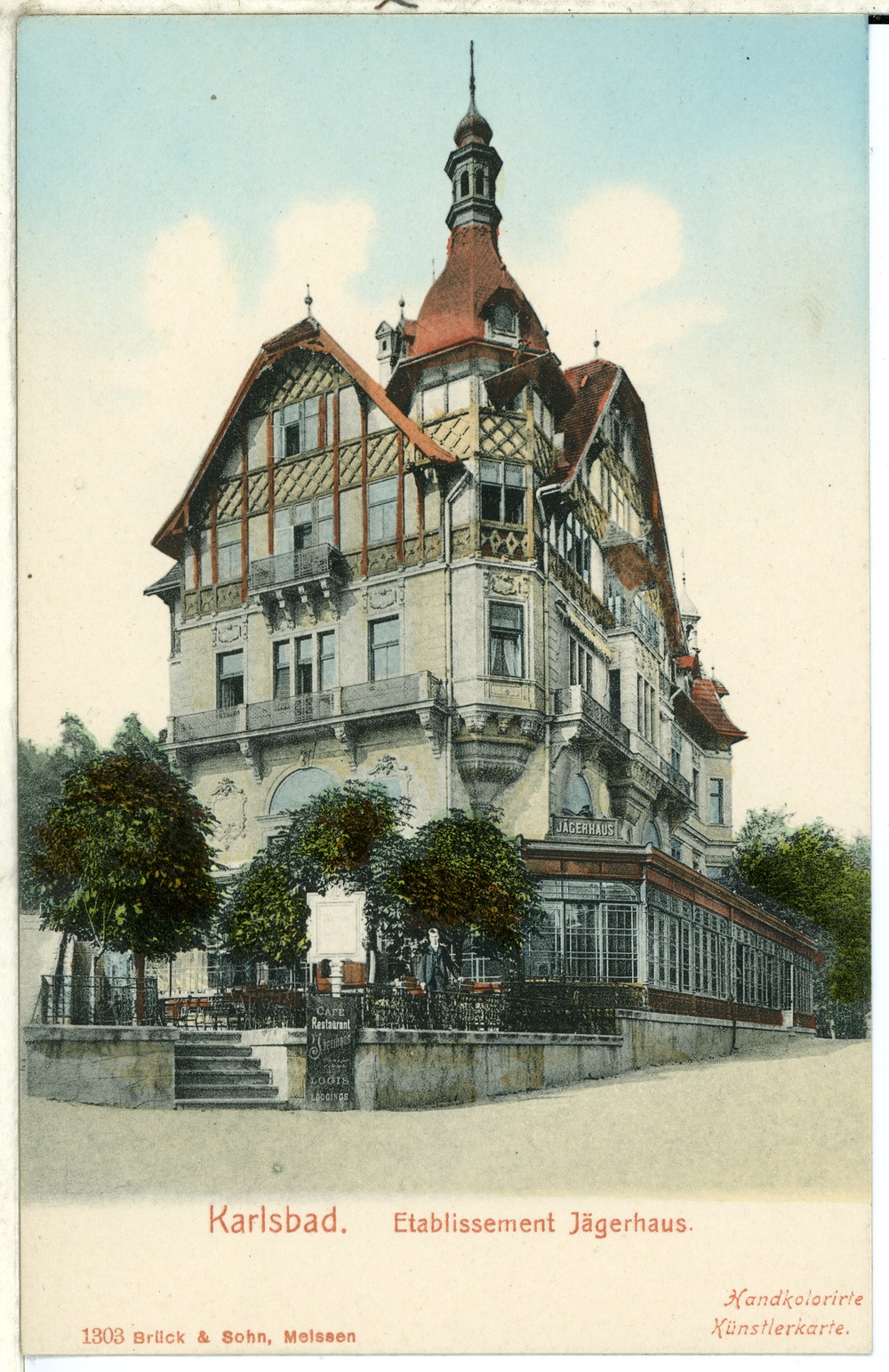
Jägerhaus v roce 1899

Již v roce 1820 stávala u vycházkové cesty na trase lázeňských procházek lesní restaurace Kaiser Karel IV. Jägerhaus (čes. myslivna císaře Karla IV.). V roce 1890 tehdejší majitel Kamil Herget zadal karlovarskému rodákovi, architektu a stavitelovi Alfredu Bayerovi vypracování projektu na rozšíření stavby. Bayer navrhl velkolepou přestavbu, která začala v následujícím roce 1891 a trvala tři roky. Nový dům Jägerhaus byl otevřen 8. května 1894 jako lesní kavárna, restaurace a hotel.
Po vzniku První republiky, již pod českým názvem Myslivna, patřila budova městu. To ji propachtovalo nejprve Antonu Strakovi, dalším nájemcem byl roku 1946 Josef Šír. Po roce 1948 byla budova zestátněna a pro veřejnost uzavřena. Objekt získala vojenská správa pro rekreaci vojáků z povolání. Později budova přešla pod ministerstvo vnitra, kde sloužila svým zaměstnancům jako lázeňské léčebné zařízení.
V současnosti (únor 2021) je stavba evidována jako objekt k bydlení v majetku společnosti Margotrade Investments s. r. o.

## Popis
Myslivna se nachází v lázeňských lesích na adrese Sovova stezka 470/1.
Jedná se o stavbu vilového charakteru. Asymetricky umístěná věž a typické znaky hrázděného zdiva, verandy a věžičky ji řadí mezi málo dochovaných staveb svého druhu.

## Zajímavost
Raritou lesní restaurace býval stolek, kde na mramorové desce bylo napsáno, že zde seděla císařovna Alžběta. Manželka rakouského císaře Františka Josefa I., známá jako Sissi, pobývala v Karlových Varech v létě roku 1892. Byla ubytována na Zámeckém vrchu ve vile Tereza, odkud podnikala dlouhé vycházky do lázeňských lesů. Do výletní restaurace Jägerhaus chodila na místní specialitu, pečenou půlku kuřete obaleného ve špeku.